# Rodney Jerkins
Rodney « Darkchild » Jerkins ou Rodney Roy Jerkins né le  29 juillet 1977 à Pleasantville, New Jersey, est un producteur, parolier et compositeur de musique R&B américain.

## Biographie
Rodney a une formation de pianiste classique. À 15 ans il demande à ses parents de partir en vacances pour rencontrer son idole Teddy Riley et lui remettre une démo qu'il a fait. Teddy Riley, très surprit par la qualité de la démo, le garde sous son aile. Il est marié à la chanteuse Joy Enriquez depuis le 4 avril 2004. Leur premier enfant, Rodney David Jr, est né le 28 mai 2008. Leur deuxième enfant, une fille, Heavenly Joy Jerkins, né le 17 novembre 2009.
Fred Jerkins III, qui est parolier, est son frère. Les deux travaillent d'ailleurs de temps en temps ensemble. 
Rodney Jerkins a fondé son propre studio de production, Darkchild Entertainment. Il est considéré dans l'industrie musicale américaine comme un des principaux producteurs de musique RnB et a à ce titre travaillé avec de nombreux artistes, dont certains de renommée internationale (Michael Jackson, Whitney Houston, Mariah Carey, Beyonce ou encore Jennifer Lopez).

## Parcours
Il obtient une renommée mondiale en 1998, de par la composition du titre The Boy Is Mine, single à succès international de Brandy et Monica. Il acquiert à nouveau le succès de par les singles If You Had My Love de Jennifer Lopez et It's Not Right But It's Okay de Whitney Houston en 1999.
En 2000, il triomphe en composant les singles : Holler des Spice Girls, He Wasn't Man Enough de Toni Braxton, Say My Name des Destiny's Child et If I Told You That de Whitney Houston et George Michael. 
En 2001, avec son frère, il apporte sa contribution sur l'album Invincible de Michael Jackson, notamment sur les titres You Rock My World et Unbreakable.
Après avoir produit l'album Full Moon dont est extrait What About Us, hit mondial pour Brandy en 2002, il revient en 2004 avec Lose My Breath et Cater 2 U, singles à succès internationaux, issus de l'opus Destiny Fulfilled du groupe Destiny's Child et produit en parallèle le single Shake Ya Body pour la mannequin Tyra Banks. 
En 2006, il triomphe avec Déjà Vu de Beyoncé et Jay-Z et Can't Leave 'em Alone de Ciara (feat. 50 Cent).
En 2008, il compose la quasi-totalité de l'opus de Brandy: Human, dont est extrait le single Right Here (Departed) et cartonne avec les singles When I Grow up des Pussycat Dolls et Feedback de Janet Jackson.
En 2010, il compose Telephone, hit international de Lady Gaga et Beyoncé, Just Can't Get Enough des Black Eyed Peas, contribue en 2012 aux singles de Nelly Furtado, de Justin Bieber et produit Listen To Your Heart pour Alicia Keys.
En 2014, le remix du titre Stay With Me, qu'il produit pour le chanteur britannique Sam Smith, remporte deux Grammy Awards.
En 2017, il produit les titres The Makings of You, Heart in My Hands et le single Blind, pour l'album Bluebird of Happiness de Tamar Braxton.
Il a aussi composé pour Mariah Carey, Lionel Richie, Britney Spears, Ludacris, Kelly Rowland, Jadakiss, Jessica Simpson, Rhona Bennett, Ashanti, Bobby Valentino, Pitbull, etc.
Il a également contribué à quelques titres pour les bandes originales de films telles que : Pokémon, le film : Mewtwo contre-attaque (1999), Pokémon 2 : Le Pouvoir est en toi (2000), Jimmy Neutron : Un garçon génial (2001), Honey (2003), Confessions d'une accro du shopping (2009), Le rêve du chanteur masqué (2012), Les Schtroumpfs 2 (2013), Think Like A Man Too (2014) et En route ! (2015).

## Discographie

### 1995
- Veronica - Without Love...

### 1996
- Aaliyah - One In A Million (Darkchild Remix) et Everything's Gonna Be Alright
- Gina Thompson - The Things You Do

### 1997
- Joe - Don't Wanna Be A Player
- Mary J. Blige - I Can Love You (feat Lil' Kim), Share My World, Thank You Lord (Interlude), Can’t Get You Off My Mind (feat The LOX), Searching (feat Roy Ayers),  Everything (Darkchild Remix)
- No Authority - Don't Stop, Don't Stop (Darkchild Remix)
- Uncle Sam - Baby You Are (Darkchild Remix)

### 1998
- Brandy - The Boy Is Mine (en duo avec Monica), Sittin' On Top of The World (feat Ma$e), Angel In Disguise
- Cleopatra - I Want You Back (Darkchild Remix)
- J'Son - I Should Cheat On You (Darkchild Remix) (feat Lord Tariq)
- Kirk Franklin - Revolution
- Luther Vandross - Nights In Harlem (A Darkchild Extended Remix) (feat Guru)
- Monica - Angel Of Mine
- Tatyana Ali - Daydreamin'
- Tyrese Gibson - Sweet Lady (Darkchild Remix)
- Whitney Houston - It's Not Right But Okay, If I Told You That, Get It Back, Bow Out

### 1999
- Ashley Ballard (With So Plush) - It Was You (bande originale du film Pokémon, le film : Mewtwo contre-attaque)
- Brian McKnight - Played Yourself, Stay or Let It Go, Stay or Let It Go (Darkchild Remix) (feat Cap-One)
- Brandy - You Don't Know Me (Like U Used To) (feat Da Brat & Shaunta)
- Coko - Sunshine
- Destiny's Child - Say My Name
- Jennifer Lopez - If You Had My Love, It's Not That Serious
- Kirk Franklin - Gonna Be A Lovely Day (Darkchild Remix)
- Men Of Vizion - Do You Feel Me? (...Freak You) (feat Mr. Cheeks)
- So Plush - Damn (feat Ja Rule)
- Tevin Campbell - Another Way (Darkchild Remix) (feat Li'l Caesar), Another Way (Darkchild Remix) (feat Saafir)
- Will Smith - Who I Am ? (feat Tatyana Ali & MC Lyte)

### 2000
- Alesha - Dreams (bande originale du film Pokémon 2 : Le Pouvoir est en toi)
- Britney Spears - (I Can't Get No) Satisfaction
- Mary Mary - I Sings (Darkchild Remix)
- Maxee - When I Look Into Your Eyes
- Melanie B - Tell Me, Lullaby
- Mýa - That's Why I Wanna Fight
- Shola Ama - Imagine (Darkchild Remix)
- Spice Girls - Holler, Tell Me Why, Let Love Lead The Way, Get Down With Me, Weekend Love, Time Goes By
- Toni Braxton - He Wasn't Man Enough
- Whitney Houston - If I Told You That (feat George Michael)
- Utada Hikaru - Time Limit

### 2001
- Britney Spears - Lonely, I Love Rock 'n' Roll, Let Me Be, Overprotected (Darkchild Remix), Intimidated (bande originale du film Jimmy Neutron : Un garçon génial)
- Canela - Everything
- Debelah Morgan - I Remember (Darkchild Remix)
- Jennifer Lopez - Dame
- Jessica Simpson - Imagination, I Never
- Michael Jackson - You Rock My World, Unbreakable, Heartbreaker, Invincible, Privacy, Threatened
- Rhona Bennett - Satisfied et Satisfied (Another Darkchild Remix)

### 2002
- 3rd Storee - Get With Me
- Brandy - What About Us et l'ensemble des titres de l'album Full Moon
- Deborah Cox - Like I Did, I Never Knew
- Jennifer Lopez - If You Had My Love (Darkchild Remix)
- Mary Mary - He Said
- Monica - All Eyez On Me
- Prymary Colorz - If You Only Knew, If You Only Knew (Darkchild Remix) (feat Rah Digga)
- TLC - Turntable, Over Me, Hey Hey Hey Hey
- Toni Braxton - Do You Remember When

### 2003
- Amerie - Think Of You (bande originale du film Honey)
- B5 - All I Do
- Blaque - I'M Good (bande originale du film Honey)
- Jadakiss - J.A.D.A. (feat Sheek Louch) (bande originale du film Honey)
- Shawn Desman - Sexy (bande originale du film Honey)
- Yolanda Adams - I Believe (bande originale du film Honey)
- Toni Braxton - Watchuneed

### 2004
- Destiny's Child - Lose My Breath, Cater 2 U
- Kierra Sheard - You Don't Know et You Don't Know (Darkchild Remix)
- Llyod : Trance (feat Lil Wayne)
- Tyra Banks - Shake Ya Body

### 2005
- Brandy - les trois quarts des titres de son Best-Of
- Destiny's Child - Got's My Own et Feel The Same Way I Do
- Jennifer Lopez - Step Into My World, I Got You
- Omarion - Drop That Eater
- Mariah Carey - So Lonely (One & Lonely Part II) (feat Twista)
- Ray J - One Wish, What I Need, Keep Sweatin' (feat Fat Joe), Let's Play House
- Teairra Mari - Stay In Ya Lane

### 2006
- Beyoncé - Déjà Vu (feat Jay-Z) et Worldwide Woman
- Ciara - Can't Leave 'em Alone (feat 50 Cent), Make It Last Forever
- Danity Kane - Hold Me Down
- Kierra Sheard - Why Me ?
- Lionel Richie - Coming Home
- Mary J. Blige - Enough Cryin'
- Megan Rochell - The One You Need (feat Fabolous)
- Shareefa - Need a Boss (feat Ludacris), Cry No More
- Tamia - Can't Get Enough, Too Grown For That

### 2007
- Bobby Valentino - If I Had My Way, Turn The Page
- J. Holiday - Be With Me
- K-Young - Shake Shake
- Keke Palmer - Friends Me Up
- Keyshia Cole - Shoulda Let U Go (feat Amina)
- Linda Kiraly - Can't Let Go
- Miss Joelle Ashley - Who Ya Talkin' To (feat D-Shep)
- Natasha - So Sick (feat Clipse) , Hey, Hey, Hey
- Tyra Banks - Shake Ya Body (feat Mr. Mike Nitty)

### 2008
- Anastacia - Heavy Rotation
- Ashanti - So Over You
- Beyoncé - Scared Of Lonely
- Brandy - Human Intro, The Definition, Warm It Up (With Love), Right Here (Departed), Piano Man, Long Distance (Interlude), Long Distance, Camouflage, Shattered Heart
- Ciara - Pucker Up
- Claude Kelly - Let You Know
- Git Fresh - Dizzy
- Janet Jackson - I.D., Feedback , Luv, Spinnin, Rollercoaster, Bathroom Break, 4 Words, Thruth Or Dare, Good Morning Janet, Play Selection, The Meaning, Back, Curtains
- Joe - Heavy
- LaShawn Daniels - How She Move (feat K-Smith), Promise Land
- Ludacris - What Them Girls Like (feat Chris Brown & Sean Garrett)
- Natasha Bedingfield - Angel
- One Chance - One Girl
- Q. Amey - Just How Ya Want It
- Rock City - See You Around, Maxine, After The Club
- Sean Garrett - Pretty Girl
- The Pussycat Dolls - When I Grow up
- Tiffany Evans - I'M Grown (feat Bow Wow)
- Twista - So Lonely (feat Mariah Carey)

### 2009
- Adrienne Bailon - Uncontrollable, Big Spender (bandes originales du film Confessions d'une accro du shopping)
- Janet Jackson - Make Me
- Jessie James Decker - I Look So Good (Without You)
- Jordin Taylor - Accessory (bande originale du film Confessions d'une accro du shopping)
- Mary J. Blige - The One (feat Drake)
- Natasha Bedingfield - Again (bande originale du film Confessions d'une accro du shopping)
- Shontelle - Stuck With Each Other (feat Akon) (bande originale du film Confessions d'une accro du shopping)
- The Pussycat Dolls - Bottle Pop (Urban Mix) (feat Snoop Dogg & Kardinal Offishall)
- Three 6 Mafia - Shake My

### 2010
- Claude Kelly - Again
- Gucci Mane - Little Friend (feat Bun B)
- JYJ - Empty
- Lady Gaga - Telephone (feat Beyoncé)
- Miranda Cosgrove - BAM
- Pitbull - Not My Love
- The Black Eyed Peas - Just Can't Get Enough

### 2011
- Britney Spears - He About To Lose Me, Don't Keep Me Waiting
- Chris Medina - What A Words
- Javier Colon - Stitch By Stitch
- Kelly Clarkson - I Forgive You
- Kelly Rowland - Work It Man (feat Lil' Playy), Turn It Up

### 2012
- Alicia Keys - Listen To Your Heart
- Ciara  - Got Me Good
- Justin Bieber - Die in Your Arms, As Long as You Love Me, She Don't Like The Lights, Maria
- JLS  - Hold Me Down, Don't Know That
- Keyshia Cole  - Stubborn
- Leona Lewis  - Shake You Up
- Nelly Furtado - Big Hoops (Bigger the Better), Spirit Indestructible, Parking Lot, Waiting For The Night, High Life, Bucket List, Miracles
- Le rêve du chanteur masqué (bande originale du téléfilm)

### 2013
- Ciara  - Read My Lips
- Havana Brown - Any1, No Tomorrow
- Jessie J - Alive
- Mariah Carey - The Art of Letting Go
- Nelly Furtado - High Life (feat Ace Primo) (bande originale du film Les Schtroumpfs 2)
- The Saturdays - Lease My Love
- Tone Damli - Perfect World
- Martynas Levickis - Telephone (reprise du titre de Lady Gaga & Beyoncé)

### 2014
- Mariah Carey - You're Mine (Eternal)
- Candice Glover - Coulda Been Me
- Michael Jackson - Xscape (sur l'album posthume éponyme)
- Mary J. Blige - A Night to Remember (bande originale du film Think Like A Man Too)
- Ariana Grande - Hands On Me (feat ASAP Ferg)
- Maroon 5 - My Heart Is Open
- Sam Smith - Stay With Me (Darkchild Version), Stay With Me (feat Mary J. Blige)
- Ayumi Hamasaki - Angel

### 2015
- Rihanna - As Real As You And Me (bande originale du film En route !)

### 2017
- Tamar Braxton - The Makings of You, Heart in My Hands et Blind

### 2019
- Baekhyun - Diamond

### 2021
- NCT 127 - Favorite

2024
Kylie Cantrall - Boy For A Day